# 侯建文
侯建文，1960年7月生，中国航天专家，曾任上海航天局科技委副主任、卫星总设计师，是中国第一颗火星探测器“萤火一号”以及卫星“实践七号”的总设计师。
2016年9月14日，北京《舰船知识》杂志编辑邱贞玮在新浪微博称侯建文，“被境外情报机构策反，成为间谍，已被我国安系统查获”。网传是被乌克兰女间谍色诱策反。